# Conversation Piece (musical)
Conversation Piece is een musical geschreven door Noël Coward in 1933. Coward schreef zowel het verhaal als tekst en muziek van de muzikale nummers.
Deze romantische muzikale komedie in drie bedrijven ging op 16 februari 1934 in première in His Majesty's Theatre in het Londense West End, en op 23 oktober 1934 in de Verenigde Staten op Broadway (Manhattan). Het stuk liep in Londen gedurende vijf maanden en 177 voorstellingen. In New York beleefde de musical 55 uitvoeringen.

## Verhaal
Het verhaal situeert zich in het Engelse Brighton in 1811, tijdens de Regency-periode. Paul, Duc de Chaucigny-Varennes, komt daar aan om de terreur van de Franse Revolutie te ontvluchten. Hij geeft zich uit als de voogd van de mooie Melanie, zogezegd de dochter van een vermoorde vriend, de Marquis de Tramont. Melanie is echter in werkelijkheid een zangeresje en heimelijk verliefd op Paul. Paul wil haar uithuwelijken aan een rijke edelman zoals Edward, Marquis van Sheere, die haar hand vraagt. De rijke lady Julia Charteris, die zich aangetrokken voelt tot Paul, steunt diens plan en probeert Paul ondertussen voor zichzelf te winnen. Om Paul van Lady Julia weg te krijgen wendt Melanie voor te willen terugkeren naar Frankrijk. Haar truc werkt en Paul en Melanie vinden elkaar uiteindelijk.

## Originele rolverdeling
Noël Coward schreef dit stuk speciaal voor de Franse zangeres Yvonne Printemps, die in de Londense productie de rol van Melanie speelde. De mannelijke hoofdrol van Paul was oorspronkelijk voorzien voor Romney Brent, maar tijdens de repetities bleek die niet te voldoen. Op het laatste moment besloot Coward zelf de rol van Paul te spelen. Pierre Fresnay, de latere man van Yvonne Printemps, nam de rol na drie maanden over. Louis Hayward speelde Lord Sheere, en Irene Brown Lady Julia Charteris.

## Muzikale nummers
- Conversation Piece (instrumentaal)
- I'll Follow My Secret Heart
- Regency Rakes
- Charming, Charming
- Dear Little Soldiers
- There's Always Something Fishy About The French
- English Lesson
- There Was Once A Little Village By The Sea
- Nevermore

## Plaatopnamen
- De Londense cast met Yvonne Printemps, Noël Coward bracht in 1934 een album uit van de musical.[1]
- In 1951  bracht Columbia Records een studio-opname uit van Conversation Piece met naast Noël Coward onder meer Lily Pons en de jonge Richard Burton.[2]

Deze opnamen zijn later ook op cd uitgebracht.